# تکانه‌های نفتی

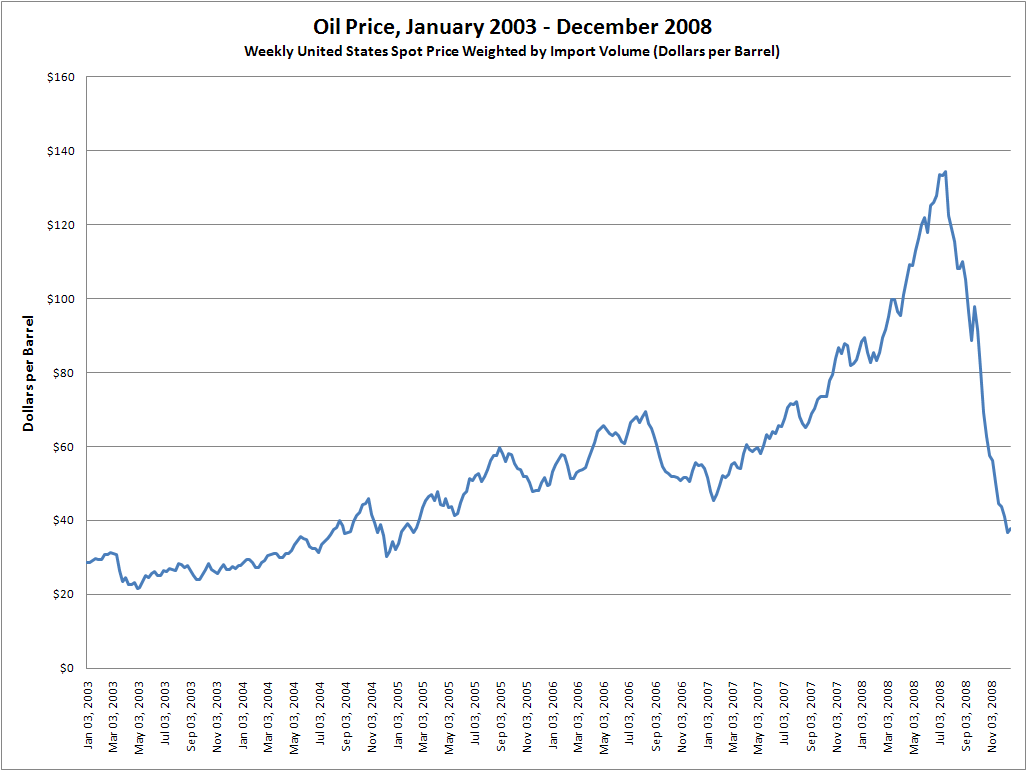
نوسانات قیمت نفتی

 تکانه‌های نفتی یا نوسانات قیمت نفتی یکی از عوامل اصلی بسیاری از بحرانهای اقتصادی در میان کشورهای واردکننده و صادرکنندهٔ نفت است برای کشورهای صادرکنندهٔ نفت، درآمدهای حاصل از فروش نفت، منبع بسیار مهمی از درآمدهای مالی و ارزی دولت‌ها را تشکیل می‌دهد. وابستگی این درآمدها به قیمت نفت در بازار جهانی و به عبارتی برونزا بودن آن را می‌توان دلیلی بر بروز نااطمینانی و بی‌ثباتی در سیاستگزاریهای اقتصادی دانست. بنابراین می‌توان گفت که هرگونه نوسان و بی‌ثباتی در بازار جهانی نفت به بروز عدم تعادل و حتی بحران منجر می‌شود مگر آنکه سیاستهای صحیحی در مواجهه با این نوسانات از سوی دولتها اتخاذ شود

## اولین تکانه‌های نفتی
اولین تکانهٔ نفتی در اکتبر سال ۱۹۷۳ به دنبال حملهٔ سوریه و مصر به اسرائیل رخ داد که منجر به کمبود عرضهٔ نفت و رشد قیمتها در طول یک سال از ۴ به ۱۲ دلار شد اقتصاد کشورهای صنعتی، به عنوان واردکنندگان نفت بهشدت تحت تأثیر قرار گرفت و ارمغان این تکانه برای آنان چیزی جز تورم رکودی نبود. این امر سبب شد که سیاست گزاران این کشورها، برنامه‌ریزی بلندمدت و جامعی را برای مقابله با این بحران‌ها آغاز کنند
انقلاب ایران در سال ۱۹۷۹ و بروز بحران در روابط میان ایران و عراق و جنگ بین دو کشور، به افزایش قیمت نفت منجر شد. علاوه بر جنگبین ایران و عراق، اشغال سفارت آمریکا در ایران و نیز اعمال تحریم‌هایی توسط آمریکا علیه ایران به کاهش شدید عرضهٔ نفت منجر شد که نتیجهٔ آن، افزایش قیمت نفت تا ۴۰ دلار در هر بشکه بود. حاصل این تکانه همانند تکانه قبلی، چیزی جز تورم رکودی برای اقتصادهای صنعتی نبود. اما در
اواخر سال ۱۹۸۵ و ۱۹۸۶، به دلیل کاهش شدید تقاضای نفت، بهای متوسط نفت در بازارهای جهانی کاهش یافت
تکانه‌های نفتی به ترتیب جدول زیر اتفاق افتاده است:
| درصد تغییر در تولید جهان | رخداد               | سال  |
| ------------------------ | ------------------- | ---- |
| -۱۰/۱                    | بحران سوئز          | ۱۹۵۶ |
| -۷/۸                     | جنگ اعراب و اسرائیل | ۱۹۷۳ |
| -۸/۹                     | انقلاب ایران        | ۱۹۷۸ |
| -۷/۲                     | جنگ ایران- عراق     | ۱۹۸۰ |
| -۸/۸                     | جنگ خلیج فارس       | ۱۹۹۰ |
| ۰/۰۳                     | حملهٔ آمریکا به عراق | ۲۰۰۳ |
| ۰/۰۵                     | تجربهٔ نفت ۱۰۰ دلاری | ۲۰۰۷ |
| ۰/۰۲                     | بحران مالی          | ۲۰۰۸ |
| -۰/۰۰۶                   | بحران مالی          | ۲۰۰۹ |

جهت کاهش وابستگی اقتصاد به نفت و در نتیجه کاهش آسیب پذیری آن بایستی سیاست‌های اصلاحی - مانند آنچه در اندونزی اجرا شد- اعم از سیاست‌های ارزی و مالی به اجر ا گذاشته شود. کاهش این وابستگی به معنی کاهش درآمد دولت‌ها می‌باشد، از این رو ضروری ست که دولت‌ها، به تدریج درآمدهای جایگزین، که مهم‌ترین آن درآمدهای مالیاتی ست را وارد بودجه‌های سالیانه نمایند. بهاین منظور، اولین و اساسی‌ترین گام، تأسیس صندوقی جهت واریز کردن درآمدهای نفتی مازاد بر رقم پیش‌بینی شده در بودجهٔ عمومی دولت و التزام به قوانین و مقررات برداشت از صندوق جهت نیل به یک اقتصاد پویا و پایدار می‌باشد.